# Quỷ Xương Cuồng
Quỷ Xương Cuồng hay còn gọi là Mộc tinh là yêu quái trong truyền thuyết của người Việt và được ghi chép trong Lĩnh Nam chích quái. Theo đó, Quỷ Xương Cuồng tồn tại từ thời Kinh Dương Vương dựng nước Xích Quỷ tới khi vua Đinh Tiên Hoàng trị vì mới bị tiêu diệt. Đây là một trong số những yêu quái hùng mạnh bậc nhất còn được lưu truyền trong sử sách và huyền kỳ của nước Nam. Có ý kiến cho rằng quỷ Xương Cuồng là hóa thân của một con hổ thành tinh và đây cũng là nguyên nhân việc thờ cúng ông Ba Mươi vào ngày 30 tháng chạp hàng năm của người Việt.

## Nội dung
Lĩnh Nam chích quái có chép về chuyện Mộc tinh như sau:
"Đất Phong Châu thời thượng cổ có một cây lớn gọi là cây chiên đàn cao hơn ngàn trượng cành lá xum xuê, không biết che rợp tới mấy ngàn rậm. Có chim hạc bay đến đậu nên đất chỗ đó gọi là đất Bạch Hạc. Cây trải qua hàng mấy ngàn năm khô héo mà biến thành yêu tinh, thường thay đổi hình dạng, rất dũng mãnh, có thể giết người hại vật. Kinh Dương Vương dùng nhạc mà đánh thắng yêu, yêu hơi chịu nhún nhưng vẫn nay đây mai đó, biến hóa khôn lường, thường ăn thịt người. Dân phải lập đền thờ, hàng năm tới ngày 30 tháng chạp, theo lệ phải mang người sống tới nộp, dân mới được yên ổn. Dân thường gọi yêu là thần Xương Cuồng.
Biên giới tây nam giáp liền với nước Mi Hầu, vua Hùng Vương sai dân man Bà Lô (nay là phủ Diễn Châu) hàng năm bắt giống người lão tử sống ở khe núi tới tiến, không thể thay đổi được lệ ấy. Kíp tới khi Tần Thủy Hoàng bổ Nhâm Hiêu làm quan lệnh ở Long Xuyên, muốn bỏ tệ ấy đi. Thần Xương Cuồng tức giận vật chết Hiêu, vì thế về sau lại phải phụng thờ cẩn thận. Đến đời vua Đinh Tiên Hoàng có pháp sư Văn Du Tường vốn người phương bắc, đức hạnh thanh cao, đã từng đi qua nhiều nước, biết được tiếng các dân man, học được thuật làm nanh vàng và răng đồng, năm hơn 80 tuổi sang nước Nam ta. Đinh Tiên Hoàng lấy lễ thầy trò mà tiếp, pháp sư bèn dạy cho nghề tạp kỹ để làm trò vui cho thần Xương Cuồng xem mà giết y.
Đoàn tạp kỹ này có Thượng Kỵ, Thượng Can, Thượng Hiểm, Thượng Đát, Thượng Toái, Thượng Câu. Hàng năm tới tháng 11 lại dựng lầu Phi Vân cao 20 thước, dựng một cây đứng ở trong, tết vỏ gai làm dây chão dài 136 thước, đường kính rộng 2 tấc, lấy mây mà quấn ngoài rồi chôn hai đầu dây xuống đất, giữa gác lên cây. Thượng Kỵ đứng lên trên dây mà chạy nhanh 3,4 lần, đi đi lại lại mà không ngã. Kỵ đầu đội khăn đen, mình mặc quần đen. Dây của Thượng Can dài 150 thước, có một chỗ mắc chạc ba. Can hai tay cầm hai cán cờ. Hai người đi trên dây, gặp nhau ở chỗ chạc ba thì lại tránh, lên xuống mà không ngã. Khi thì Thượng Đát lấy một tấm gỗ lớn rộng 1 thước 3 tấc, dày 7 tấc đặt lên trên cây cao 17 thước 3 tấc, Đát đứng ở trên nhảy 2, ba cái, tiến tiến lùi lùi điên đảo.
Khi thì Thượng Toái lấy tre đan thành lồng hình như cái lờ bắt cá, dài 5 thước, tròn 4 thước rồi chui vào đứng thẳng mình mà lăn. Khi thì Thượng Câu vỗ tay nhảy nhót, la hét kêu gào, chuyển động chân tay, vỗ đùi vỗ bụng, tiến lùi lên xuống, hoặc cưỡi ngựa bôn tẩu, cúi mình xuống lấy vật ở dưới đất mà không ngã. Khi thì Thượng Hiểm ngả mình nằm ngửa lấy thân đỡ một cái gậy dài rồi cho đứa trẻ trèo lên mà không rớt xuống. Khi thì cho bọn ca hát gõ trống khua chiêng, ca múa rầm rĩ. Lại giết súc vật mà tế. Thần Xương Cuồng tới, thấy thế bèn đến xem, pháp sư đọc mật chú rồi lấy kiếm mà chém. Thần Xương Cuồng cùng bộ hạ đều chết hết, không thể trở lại thành yêu nữa. Lệ tiến lễ hàng năm bèn bỏ, dân lại sống yên lành như xưa."

## Nhận định
Trong bài nghiên cứu "Cọp, từ Mộc tinh đến ông Ba Mươi" của tác giả Đặng Tiến viết năm 2010, đã chỉ ra Xương Cuồng được nhắc trong truyện Mộc tinh chính là thần Hổ, cũng là Ông Ba Mươi theo dân gian thường gọi. Bên cạnh đó, trong tác phẩm kể trên có giải thích ý nghĩa của tên gọi "Xương Cuồng". Xương Cuồng có nghĩa là hành động một cách bạo ngược, tàn ác, không thể trấn áp được. Có thể suy ra, Xương Cuồng vốn dĩ không phải một tên gọi, mà là tính chất.
Phạm Đình Hổ từng viết về thần Hổ trong tác phẩm Vũ trung tuỳ bút: "Làng Ngọc Cục ở huyện ta, khi xưa truyền rằng vẫn thờ yêu hổ phải bắt người làm việc hy sinh để cúng (…) Đó cũng như cái tục Nhâm Ngao tế thần Xương Cuồng vậy. Từ năm Canh Thân 1800 trở về sau thói ấy mới bỏ."
Từ nhận định thần Xương Cuồng là thần Hổ, cho thấy:
- Trong Huyền học (Kỳ môn độn giáp) có vị hung thần là Bạch Hổ Xương Cuồng (白虎猖狂) có nghĩa là hổ trắng gầm rú.
- Còn có câu: "Xương kì nhất ngộ hổ sinh phong" (昌期一遇虎生風/Đề kiếm 題劍) có nghĩa là "Khi gặp đời thịnh thì hổ sinh ra gió".
- Trong một số tín ngưỡng dân gian, loài hổ được xem như hoá thân thành tinh của cây cổ thụ to lớn nhất của khu rừng – nơi loài hổ thường chọn để rình bắt mồi. Là loài thú uy dũng, mạnh mẽ, mà được xưng tụng là "Chúa sơn lâm".
- Vì sao gọi con hổ là Ông Ba Mươi và cúng thần Xương Cuồng vào ngày Ba mươi tháng Chạp? Trong thập nhị địa chi, chi thứ ba là chi Dần (Tý, Sửu, Dần). Chi Dần là con Hổ. Trong thập can, số 10 là số Kỷ-còn gọi là Cả hay Kỵ. Vậy, ngày Ba Mươi nghĩa là Kỵ Dần–ngày cúng Hổ.[cần dẫn nguồn]
- "Chiên đàn" vốn là loài cây được nhắc đến trong nhiều truyện cổ, song thường gắn bó mật thiết đến yêu quái. Phép phiên âm của Chiên đàn là Chàn hay Chằn. Chiên đàn chính là tên viết âm Nôm của từ Chằn. Chằn tinh vốn chỉ loài yêu quái nói chung. Vậy, gọi cây Chiên đàn tương đương với cách gọi Mộc tinh. Theo báo Phú Thọ, trong cuốn Thiên Nam vân lục liệt truyện (tân biên) của Nguyễn Hãng, hiệu Nại Hiên tiên sinh, quê làng Dòng, viết vào thời Lê Thánh Tông có truyện Quỷ Xương Cuồng, phần đầu truyện giống như Truyện Mộc tinh.

Phần tiếp theo kể rằng: "Đến thời Đinh Tiên Hoàng, nhà vua mời một đạo sỹ tên là Vân Du dùng thuật lạ mới giết được con quỷ điên này. Thuật lạ bao gồm: Kỵ (cưỡi), can (xào), điếu (câu), hiểm (vỗ tay) thường tổ chức vào dịp cuối năm để dâng hiến các thần, cũng có thể dùng để lừa quỷ điên. Kỵ là cưỡi ngựa phi chạy, lựa mình nhặt lấy vật rơi dưới đất. Can là nằm ngửa dùng chân nâng gậy để người khác quất vào đầu gậy mà không đổ. Điếu là làm cầu phi vân cao 12 thước, bện đay làm chão dài 26 thước, buộc hai đầu chôn dưới đất mắc lên cây mà đi lại, chạy nhảy, treo mình, cúi ngửa trên cây mà không ngã xuống. Hiểm là vỗ tay nhảy nhót, hoan hô, lăn đi lật lại, tiến lui lên xuống.
Những trò chơi này thường có chuông trống náo loạn, có ngâm vịnh, nhảy múa góp vui. Trong lúc bày cuộc vui náo nhiệt, thờ phụng, quỷ điên vui vẻ hưởng lễ, không để ý đến việc khác, Vân Du lừa lúc nó không đề phòng, đọc câu quyết thần bí rồi dùng kiếm chém chết. Bộ hạ của quỷ điên chạy tan tác cả. Từ đó yêu khí hết, dân chúng yên ổn làm ăn."
Vị pháp sư diệt thần Xương Cuồng được nhắc đến trong đoạn trích trên tên là Vân Du, trong Lĩnh Nam chích quái gọi tên Văn Du Tường. Pháp sư Văn Du Tường có hành trạng giống thần Không Lộ, tuy nhiên Lĩnh Nam trích quái cũng đã chép các chuyện về Dương Không Lộ và Nguyễn Minh Không riêng nên không thể coi Văn Du Tường là thần Không Lộ được. Mặc dù với nhận định thần Xương Cuồng là thần Hổ thì có thể thấy việc Không Lộ thiền sư chữa bệnh cho vua Lý Thần Tông hóa hổ giống thành tích diệt quỷ thần Xương Cuồng. Ngoài ra, theo bài: Cọp, từ Mộc tinh đến Ông Ba mươi thì Lĩnh Nam Chích Quái thuật chuyện Nhâm Ngao bị thần Xương Cuồng tức giận vật chết. So với chính sử, Đại Việt sử ký Toàn Thư, phần ngoại kỷ, kỷ nhà Thục, kể rằng Nhâm Ngao là tướng nhà Tần cùng với Triệu Đà đem quân tấn công nước Âu Lạc của An Dương Vương. Năm 210 trước Tây Lịch, Triệu Đà xâm lấn bằng đường bộ, bị thua. Nhâm Ngao đem thủy quân đóng ở sông Tiểu Giang, tức sông Thiên Đức, hai năm sau bệnh nặng, giao quyền lại cho Triệu Đà và khuyên Đà tự lập, rồi chết.

## Ý Nghĩa
Truyện Mộc tinh hay quỷ Xương Cuồng có nhiều ý nghĩa:
- Ca ngợi công lao các vua Kinh Dương Vương, Lạc Long Quân, Đinh Tiên Hoàng và nhân dân trong việc bảo vệ cuộc sống bình yên của đất nước.
- Cho biết thời Đinh là thời điểm hình thành Nghệ thuật Xiếc Việt Nam và Bạch Hạc là nơi có phường xiếc đầu tiên biểu diễn.[4]
- Hình ảnh mãng xà tinh ở đình Hạ Hiệp (Phúc Thọ, Hà Nội) có mô tả cảnh Đinh Tiên Hoàng thời trẻ và quỷ Xương Cuồng.[5]